# Домналл Уа Лохлайнн
Домналл Уа Лохлайнн (Домналл мак Лохлайнн; ирл. Domnall Ua Lochlainn, ирл.  Domhnall Mac Lochlainn) (1048 — 10 февраля 1121) — король Айлеха (1083—1121) и верховный король Ирландии (1086—1101).

## Биография

### Верховные короли Ирландии после Маэла Сехнайлла
После смерти Маэла Сехнайлла мак Домнайлла (1014—1022) — последнего верховного короля Ирландии — «короля Тары» из Кланн Холмайн (ирл. — Clann Cholmáin) из династии Уи Нейллов (ирл. — Uí Néill) в 1022 году на титул верховного короля стали претендовать целый ряд королей небольших королевств Ирландии. Однако не ясно, насколько их власть была над всей или хотя бы большей частью Ирландии реальной, или иные региональные короли признавали их власть и этот титул за ними. Тем не менее, бесспорно, что ряд королей в разное время обладали сильной властью в Ирландии и заставляли считаться с ними вождей различных кланов и ряда маленьких королевств в Ирландии, которые были всегда независимыми de facto. Каждый из этих королей утверждал свою власть силой оружия на полях сражений.

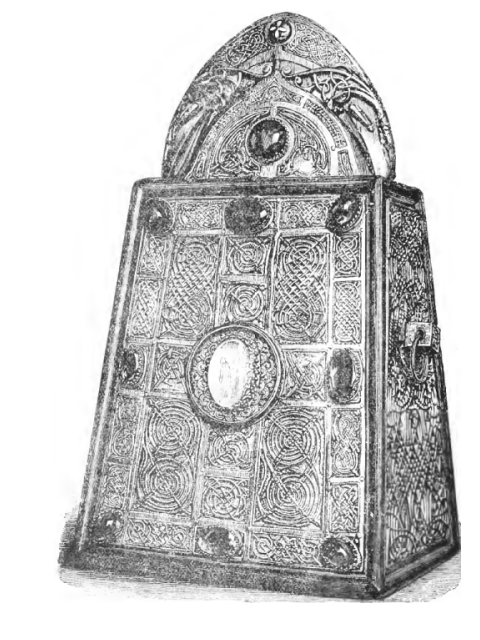
Колокол из храма святого Патрика (сейчас хранится в Национальном музее в Дублине). На обратной стороне колокола надпись: «Молитесь за Домналла Уа Лохлайнна, в честь которого этот колокол был отлит».

После Маэла Сехнайлла мак Домнайлла трон верховных королей Ирландии захватил Доннхад мак Бриайн из южного королевства Мунстер (1022—1063). Власть Доннхада мак Бриайна была шаткой: северные королевства Ульстер, Айлех, Брейфне, Айргиалла, Тир Конайлл, Миде и Брега явно его власть не признавали, хотя и вынуждены были с ним считаться. Бесконечная борьба за королевский трон заставила его отречься от власти и отправиться в изгнание.
В 1063 году трон верховного короля захватил король Лейнстера Диармайт мак Маэл-на-м-Бо (1063—1072), опять же представитель южного королевства. Его право на трон верховных королей не признавали крупные королевства, которые считали, что законным правом на этот трон обладают только представители Уи Нейллов, потомки верховного короля Ниалла Девять Заложников, а именно вожди Кланн Холмайн, Кенел Эогайн, Сил Аэдо Слане. Диармайт мак Маэл-на-м-Бо вынужден был постоянно воевать с северными королевствами, чтобы утвердить свою власть и, наконец, погиб во время очередной битвы в 1072 году.
Затем титул верховных королей Ирландии захватил король Мунстера Тойрделбах Уа Бриайн (1072—1086), тоже представитель южного королевства, которому не хотели повиноваться северные королевства. Он вынужден был постоянно воевать за утверждение своей власти, которая была довольно эфемерной: кроме врагов на севере Ирландии у него была масса недругов на юге, в том числе, среди родственников и вчерашних союзников. Тойрделбах успешно осуществлял политику «разделяй и властвуй», пользуясь враждой в лагере свои потенциальных и реальных врагов и конкурентов, но он умер от болезни в 1086 году.

### Происхождение и путь к власти

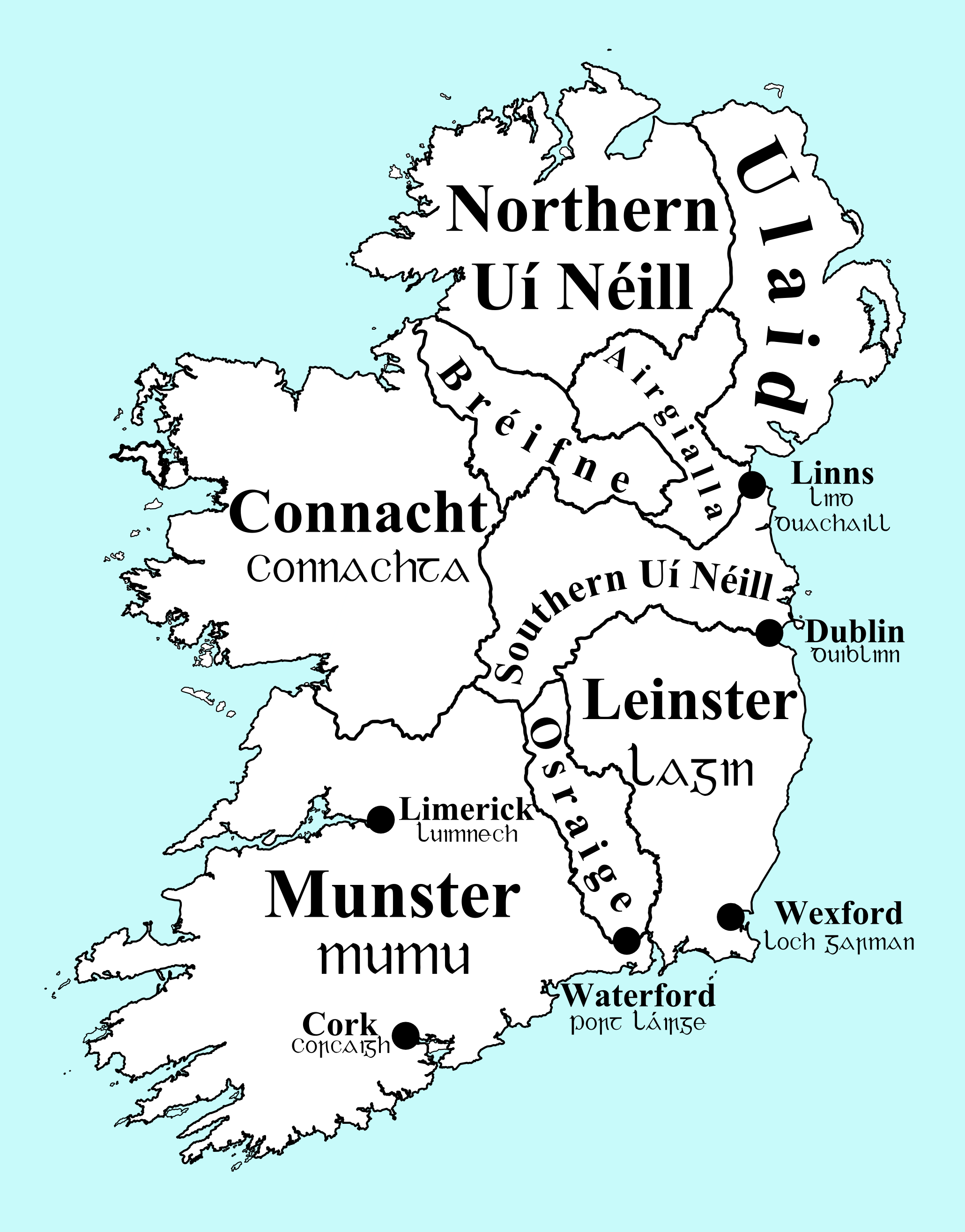
Основные королевства средневековой Ирландии

Домналл Уа Лохлайнн был старшим сыном Ардгара мак Лохлайнна (ирл. — Artgar Lochlann) (ум. 1064), короля Айлеха (1061—1064). Согласно родословным, которые приводятся в трактате «Rawlinson B 502», Домналл Уа Лохлайнн был потомком верховного короля Ирландии Домналла Уа Нейлла, сына короля Айлеха Муйрхертаха Кожаного Плаща (ум. 943) и внука верховного короля Ирландии Ниалла Глундуба. Однако, вероятно, его реальная родословная отличался от объявленной. Так об этом позволяет говорить «Лейнстерская книга». Он не был потомком Лохланна, который был потомком Домналла Уа Нейлла, а был потомком другого Лохланна — Лохланна мак Маэлсехнайлла (ирл. — Lochlann mac Maíl Sechnaíll) — потомком менее известного брата короля Ниалла Глундуба, Домналла Дабайлла (ирл. — Domnall Dabaill).
Тем не менее, МакЛохлайнны были частью рода Кенел Эогайн, ветви Уи Нейллов, которые на протяжении многих веков были силой в Ирландии. После смерти верховного короля Тойрделбаха Уа Бриайна род Кенел Эогайн вышел на историческую арену и с королём Домналлом Уа Лохлайнном снова утвердился на троне верховных королей. Кенел Эогайн были смертельными врагами предыдущих верховных королей Ирландии и постоянно воевали с ними. Они были злейшими врагами Тойрделбаха Уа Бриайна. Сам Тойрделбах Уа Бриайн после убийства Конхобара в 1078 году рассчитывал, что власть будет унаследована представителями клана Теах Ог (ирл. — Telach Óg), в частности, братом Конхобара Кеннетигом.
Домналл Уа Лохлайнн стал королём Айлеха в 1083 году. Он начал своё правление традиционно, с королевского военного похода — «крех риг» (ирл. — crech ríg) — против Конайлле Муйртемне (ирл. — Conaille Muirthemne) — в район современного Дандалка, графство Лаут. Как сообщают «Анналы Ульстера», он «получил крупную добычу — много скота, дал большую награду людям Фернмаг (ирл. — Fernmag), от имени которых земля Фермана и была названа».
Несмотря на военные успехи Домналл Уа Лохлайнна, родственники предыдущего верховного короля Тойрделбаха Уа Бриайна, в частности, Муйрхертах Уа Бриайн (ирл. — Muirchertach Ua Briain), не хотели признавать его власть и воевали против него в 1101 и 1119 годах.

### Смерть
О смерти верховного короля Ирландии Домналл Уа Лохлайнна сообщают «Анналы Ульстера»: «Домналл мак Ардгар мак Лохлайнн, великий король Ирландии, выдающийся среди ирландцев и выдающийся среди своего рода, доблестный, носитель счастья и процветания, дарующий благосостояние и богатство, умер в Дайре Колуйм Килле на тридцать восьмом году своего правления, на восемьдесят третьем году своего возраста, в ночь на среду, на четвертый день ид [то есть, 10 февраля 1121 года], восемнадцатого месяца, на праздник Мо-Хуарок Мудрого».

### Семья и дети
Домналл Уа Бриайн был дважды женат. Его первой женой была Бебинн (умерла в 1110), дочь Кеннетига Уа Бриайна, короля Телах Ог (1078—1084). Их дети:
- Конхобар († 1136), король Айлеха (1121—1128, 1129—1136)
- Магнус († 1128)

Вторично Домналл женился на Бенмиде, дочери короля Миде Конхобара Уа Маэлсехнайлла, от брака с которой у него были дети:
- Муйрхертах († 1114)
- Ниалл († 1119), король Тир Конайлла (1101—1119), отец верховного короля Муйрхертаха Мак Лохлайнна

Он также имел двух дочерей:
- Мор Ни Лохлайнн († 1122), третья жена короля Коннахта и верховного короля Ирландии Тойрделбаха Уа Конхобайра
- Дербфоргайлл Ни Лохлайнн (ум. 1151), пятая жена короля Коннахта и верховного короля Ирландии Тойрделбаха Уа Конхобайра